# Llista d'asteroides/197401-197500
| Nom      | Designació provisional | Data de descobriment   | Lloc de descobriment | Descobridor/s  |
| -------- | ---------------------- | ---------------------- | -------------------- | -------------- |
| 197401 - | 2003 YQ32              | 19 de desembre de 2003 | Socorro              | LINEAR         |
| 197402 - | 2003 YN34              | 18 de desembre de 2003 | Socorro              | LINEAR         |
| 197403 - | 2003 YR34              | 18 de desembre de 2003 | Socorro              | LINEAR         |
| 197404 - | 2003 YO35              | 19 de desembre de 2003 | Socorro              | LINEAR         |
| 197405 - | 2003 YU39              | 19 de desembre de 2003 | Kitt Peak            | Spacewatch     |
| 197406 - | 2003 YO42              | 19 de desembre de 2003 | Kitt Peak            | Spacewatch     |
| 197407 - | 2003 YD46              | 17 de desembre de 2003 | Socorro              | LINEAR         |
| 197408 - | 2003 YR46              | 17 de desembre de 2003 | Kitt Peak            | Spacewatch     |
| 197409 - | 2003 YT47              | 18 de desembre de 2003 | Socorro              | LINEAR         |
| 197410 - | 2003 YW47              | 18 de desembre de 2003 | Socorro              | LINEAR         |
| 197411 - | 2003 YU49              | 18 de desembre de 2003 | Socorro              | LINEAR         |
| 197412 - | 2003 YB50              | 18 de desembre de 2003 | Socorro              | LINEAR         |
| 197413 - | 2003 YD50              | 18 de desembre de 2003 | Socorro              | LINEAR         |
| 197414 - | 2003 YK50              | 18 de desembre de 2003 | Socorro              | LINEAR         |
| 197415 - | 2003 YK51              | 18 de desembre de 2003 | Socorro              | LINEAR         |
| 197416 - | 2003 YY51              | 18 de desembre de 2003 | Socorro              | LINEAR         |
| 197417 - | 2003 YY54              | 19 de desembre de 2003 | Socorro              | LINEAR         |
| 197418 - | 2003 YA57              | 19 de desembre de 2003 | Socorro              | LINEAR         |
| 197419 - | 2003 YB60              | 19 de desembre de 2003 | Kitt Peak            | Spacewatch     |
| 197420 - | 2003 YG63              | 19 de desembre de 2003 | Socorro              | LINEAR         |
| 197421 - | 2003 YP63              | 19 de desembre de 2003 | Socorro              | LINEAR         |
| 197422 - | 2003 YB66              | 20 de desembre de 2003 | Socorro              | LINEAR         |
| 197423 - | 2003 YS67              | 19 de desembre de 2003 | Kitt Peak            | Spacewatch     |
| 197424 - | 2003 YE69              | 20 de desembre de 2003 | Socorro              | LINEAR         |
| 197425 - | 2003 YE70              | 21 de desembre de 2003 | Socorro              | LINEAR         |
| 197426 - | 2003 YY70              | 18 de desembre de 2003 | Socorro              | LINEAR         |
| 197427 - | 2003 YG72              | 18 de desembre de 2003 | Socorro              | LINEAR         |
| 197428 - | 2003 YE73              | 18 de desembre de 2003 | Socorro              | LINEAR         |
| 197429 - | 2003 YM73              | 18 de desembre de 2003 | Socorro              | LINEAR         |
| 197430 - | 2003 YE78              | 18 de desembre de 2003 | Socorro              | LINEAR         |
| 197431 - | 2003 YO78              | 18 de desembre de 2003 | Socorro              | LINEAR         |
| 197432 - | 2003 YT78              | 18 de desembre de 2003 | Socorro              | LINEAR         |
| 197433 - | 2003 YA80              | 18 de desembre de 2003 | Socorro              | LINEAR         |
| 197434 - | 2003 YG81              | 18 de desembre de 2003 | Socorro              | LINEAR         |
| 197435 - | 2003 YS81              | 18 de desembre de 2003 | Socorro              | LINEAR         |
| 197436 - | 2003 YU83              | 19 de desembre de 2003 | Socorro              | LINEAR         |
| 197437 - | 2003 YD85              | 19 de desembre de 2003 | Socorro              | LINEAR         |
| 197438 - | 2003 YL85              | 19 de desembre de 2003 | Socorro              | LINEAR         |
| 197439 - | 2003 YK86              | 19 de desembre de 2003 | Socorro              | LINEAR         |
| 197440 - | 2003 YJ88              | 19 de desembre de 2003 | Socorro              | LINEAR         |
| 197441 - | 2003 YN94              | 22 de desembre de 2003 | Socorro              | LINEAR         |
| 197442 - | 2003 YV94              | 19 de desembre de 2003 | Socorro              | LINEAR         |
| 197443 - | 2003 YK96              | 19 de desembre de 2003 | Socorro              | LINEAR         |
| 197444 - | 2003 YQ102             | 19 de desembre de 2003 | Socorro              | LINEAR         |
| 197445 - | 2003 YG103             | 19 de desembre de 2003 | Socorro              | LINEAR         |
| 197446 - | 2003 YS103             | 21 de desembre de 2003 | Socorro              | LINEAR         |
| 197447 - | 2003 YE104             | 21 de desembre de 2003 | Socorro              | LINEAR         |
| 197448 - | 2003 YR106             | 22 de desembre de 2003 | Kitt Peak            | Spacewatch     |
| 197449 - | 2003 YK111             | 22 de desembre de 2003 | Goodricke-Pigott     | V. Reddy       |
| 197450 - | 2003 YQ114             | 25 de desembre de 2003 | Haleakala            | NEAT           |
| 197451 - | 2003 YW114             | 25 de desembre de 2003 | Črni Vrh             | Črni Vrh       |
| 197452 - | 2003 YS115             | 27 de desembre de 2003 | Socorro              | LINEAR         |
| 197453 - | 2003 YY116             | 27 de desembre de 2003 | Socorro              | LINEAR         |
| 197454 - | 2003 YT117             | 17 de desembre de 2003 | Socorro              | LINEAR         |
| 197455 - | 2003 YN119             | 27 de desembre de 2003 | Socorro              | LINEAR         |
| 197456 - | 2003 YW121             | 25 de desembre de 2003 | Kitt Peak            | Spacewatch     |
| 197457 - | 2003 YG124             | 28 de desembre de 2003 | Kitt Peak            | Spacewatch     |
| 197458 - | 2003 YS125             | 27 de desembre de 2003 | Socorro              | LINEAR         |
| 197459 - | 2003 YT125             | 27 de desembre de 2003 | Socorro              | LINEAR         |
| 197460 - | 2003 YO126             | 27 de desembre de 2003 | Socorro              | LINEAR         |
| 197461 - | 2003 YJ127             | 27 de desembre de 2003 | Socorro              | LINEAR         |
| 197462 - | 2003 YN129             | 27 de desembre de 2003 | Socorro              | LINEAR         |
| 197463 - | 2003 YP129             | 27 de desembre de 2003 | Socorro              | LINEAR         |
| 197464 - | 2003 YY130             | 28 de desembre de 2003 | Socorro              | LINEAR         |
| 197465 - | 2003 YQ131             | 28 de desembre de 2003 | Socorro              | LINEAR         |
| 197466 - | 2003 YM136             | 17 de desembre de 2003 | Palomar              | NEAT           |
| 197467 - | 2003 YL139             | 28 de desembre de 2003 | Socorro              | LINEAR         |
| 197468 - | 2003 YP141             | 28 de desembre de 2003 | Socorro              | LINEAR         |
| 197469 - | 2003 YQ141             | 28 de desembre de 2003 | Socorro              | LINEAR         |
| 197470 - | 2003 YG142             | 28 de desembre de 2003 | Socorro              | LINEAR         |
| 197471 - | 2003 YO144             | 28 de desembre de 2003 | Socorro              | LINEAR         |
| 197472 - | 2003 YO156             | 16 de desembre de 2003 | Kitt Peak            | Spacewatch     |
| 197473 - | 2003 YX159             | 17 de desembre de 2003 | Socorro              | LINEAR         |
| 197474 - | 2003 YH161             | 17 de desembre de 2003 | Socorro              | LINEAR         |
| 197475 - | 2004 AR2               | 13 de gener de 2004    | Anderson Mesa        | LONEOS         |
| 197476 - | 2004 AK7               | 13 de gener de 2004    | Anderson Mesa        | LONEOS         |
| 197477 - | 2004 AB11              | 3 de gener de 2004     | Pla D'Arguines       | Pla D'Arguines |
| 197478 - | 2004 BL2               | 16 de gener de 2004    | Palomar              | NEAT           |
| 197479 - | 2004 BG4               | 16 de gener de 2004    | Palomar              | NEAT           |
| 197480 - | 2004 BE8               | 17 de gener de 2004    | Kitt Peak            | Spacewatch     |
| 197481 - | 2004 BR15              | 17 de gener de 2004    | Palomar              | NEAT           |
| 197482 - | 2004 BZ21              | 19 de gener de 2004    | Socorro              | LINEAR         |
| 197483 - | 2004 BG24              | 19 de gener de 2004    | Anderson Mesa        | LONEOS         |
| 197484 - | 2004 BQ24              | 19 de gener de 2004    | Kitt Peak            | Spacewatch     |
| 197485 - | 2004 BX26              | 19 de gener de 2004    | Socorro              | LINEAR         |
| 197486 - | 2004 BQ29              | 18 de gener de 2004    | Palomar              | NEAT           |
| 197487 - | 2004 BV38              | 20 de gener de 2004    | Socorro              | LINEAR         |
| 197488 - | 2004 BL45              | 21 de gener de 2004    | Socorro              | LINEAR         |
| 197489 - | 2004 BC46              | 21 de gener de 2004    | Socorro              | LINEAR         |
| 197490 - | 2004 BU47              | 21 de gener de 2004    | Socorro              | LINEAR         |
| 197491 - | 2004 BA58              | 23 de gener de 2004    | Anderson Mesa        | LONEOS         |
| 197492 - | 2004 BW60              | 21 de gener de 2004    | Socorro              | LINEAR         |
| 197493 - | 2004 BU68              | 27 de gener de 2004    | Socorro              | LINEAR         |
| 197494 - | 2004 BC81              | 26 de gener de 2004    | Anderson Mesa        | LONEOS         |
| 197495 - | 2004 BU81              | 26 de gener de 2004    | Anderson Mesa        | LONEOS         |
| 197496 - | 2004 BJ83              | 28 de gener de 2004    | Socorro              | LINEAR         |
| 197497 - | 2004 BP85              | 28 de gener de 2004    | Socorro              | LINEAR         |
| 197498 - | 2004 BU85              | 28 de gener de 2004    | Socorro              | LINEAR         |
| 197499 - | 2004 BB87              | 22 de gener de 2004    | Socorro              | LINEAR         |
| 197500 - | 2004 BX90              | 24 de gener de 2004    | Socorro              | LINEAR         |